# Yeelen
Yeelen és una pel·lícula de l'any 1987 dirigida per Souleymane Cissé i protagonitzada per Issiaka Kane i Aoua Sangare.

## Argument
El jove Nianankoro (Issiaka Kane) emprèn un viatge a la recerca de coneixement i saviesa. El noi, al qual alguns li atribueixen poders sobrenaturals, s'iniciarà en els secrets de l'encarnació del saber diví, el coneixement ancestral dels bambares, una de les ètnies de Mali. Aquesta experiència abasta totes les ciències i totes les àrees de la vida, i es basa en el coneixement dels mons i dels signes que representen el temps i l'espai. Qui tingui el poder del Kolonkalanni pot trobar allò perdut i descobrir els lladres, criminals i traïdors.

## Context històric i artístic
Havent estudiat cinema a Moscou, el malinià Souleymane Cissé començaria a rodar pel·lícules el 1973, amb les quals es va proposar reflectir els usatges i costums de la seua comunitat. Segurament, la millor de totes elles és la cinquena, Yeelen, amb la qual va guanyar el Premi del Jurat en el Festival Internacional de Cinema de Canes.
Basant-se en ritus, llegendes i tradicions ancestrals del seu país, Cissé va narrar una mena de conte folklòric, argumentat al voltant de la pugna oberta entre un jove aprenent de bruixot amb el seu egoista progenitor. Conflicte més que suficient per a estendre una suggestiva faula ètica d'àmbit rural, lleument fantàstica, on conflueixen altres continguts referits al camí iniciàtic, l'al·legoria social i la descripció del procés d'aprenentatge vital del noi, membre del clan patrilineal dels bambares.
Rodada en atractius escenaris naturals de la sabana, a mig camí entre els grans deserts i la selva, la pel·lícula captiva per la seua bellesa visual, si bé Cissé refusa la temptació d'exotisme paisatgístic africà o d'aventura novel·lada. Intervé un col·lectiu d'actors no professionals, la majoria analfabets, senzilla i molt humil gent de camp. Plena de calidesa, l'obra assoleix un equilibri gairebé perfecte entre el cinema de ficció (una mena de realisme poètic) i el documental etnogràfic, excel·lint en les descripcions humanes. Hi té rellevància especial el jove Nianankoro, el protagonista d'un sorprenent trajecte d'alliberaments i troballes.
En la llarga i dificultosa producció, que va impulsar amb tenacitat el mateix Cissé, hi col·laborarien alguns tècnics francesos, l'empresa japonesa Fuji (va ajudar amb deu mil metres de pel·lícula verge) i la cadena televisiva alemanya WDR (Westdeutscher Rundfunk Köln), de Colònia. En el seu dia, alguns el van qualificar com el film africà més bonic de tots els temps: comença amb un pla del sol, indicant-nos que el principi de tot va ésser la llum, l'inici de la vida amb puresa i esplendor.

## Frases cèlebres
| « | "Encenem la Pipa Sagrada, invocant l'Esperit del Foc. El seu fum s'enlaira cap al cel. Quan ens cal quelcom, invoquem els déus del Cel i de la Terra. Les seues energies pugen cap al cel i es transformen en núvols que s'acumulen. Un vent càlid s'aixeca abans de caure la pluja sobre nosaltres. La ciència és inesgotable i al món sempre hi haurà miracles." (Un dels personatges del film) | » |